# 中村恭平 (教育者)

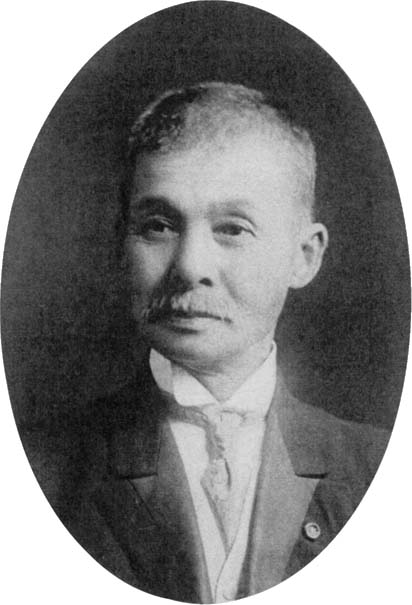
中村恭平

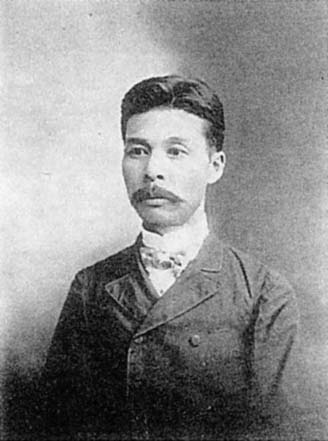
中村恭平

中村 恭平（なかむら きょうへい、1855年7月4日（安政2年5月21日） - 1934年（昭和9年）1月21日）は、教育者。東京物理学講習所（後の東京物理学校、現在の東京理科大学）の創立者の一人で、東京物理学校第3代校長。

## 経歴
- 1855年7月4日（安政2年5月21日） - 三河国田原藩に生まれる。
- 1870年（明治3年） - 貢進生となり、大学南校（後の東京大学）へ入学する。
- 1878年（明治11年） - 東京大学仏語物理学科第1期卒業。
- 1881年（明治14年） - 東京物理学講習所の創立者の一人となる。
- 1885年（明治18年） - 東京物理学校維持同盟員となる。
- 1887年（明治20年）1月 - 福島尋常師範学校（後に、福島県尋常師範学校、現在の福島大学）校長となる。
- 1895年（明治28年）12月 - 福島県尋常師範学校校長を辞する。
- 1898年（明治31年） - 東京帝国大学（現在の東京大学）舎監となる。
- 1902年（明治35年）頃 - 山川健次郎（東京帝国大学総長）の秘書となる。
- 1904年（明治37年）頃 - 東京帝国大学助教授となり、夏目漱石（同大学講師）と親交を持つ。
夏目漱石の『坊っちゃん』の主人公が、東京物理学校へ通う設定にしたことに影響を与えたといわれる。
- 1913年（大正2年） - 東京物理学校に、幹事兼主計として常勤する。
昼間は東京帝国大学、夜間は東京物理学校へ勤めた。
- 1923年（大正12年） - 東京帝国大学書記官を辞する。
- 1930年（昭和5年）1月7日 - 東京物理学校の第3代校長となる。
- 1934年（昭和9年）1月21日 - 死去により、東京物理学校校長を辞する。

| 公職          | 公職                                 | 公職          |
| ------------- | ------------------------------------ | ------------- |
| 先代 藤田虎力 | 新潟県尋常中学校長 1895年 - 1898年   | 次代 湯原元一 |
| 先代 能勢栄   | 福島県尋常師範学校長 1887年 - 1895年 | 次代 住田昇   |